# Misumenops longispinosus
Misumenops longispinosus là một loài nhện trong họ Thomisidae.
Loài này thuộc chi Misumenops. Misumenops longispinosus được Cândido Firmino de Mello-Leitão miêu tả năm 1949.